# 人喰族 (映画)
『人喰族』（ひとくいぞく、伊：Cannibal Ferox、米：MAKE THEM DIE SLOWLY）は、1981年制作のイタリアのホラー映画。人食い人種を題材とした映画。ウンベルト・レンツィ監督。その残酷描写ゆえ、31か国で上映禁止となった。
日本公開時の惹句は「あなたは二度と食事ができなくなる!!」

## あらすじ
人食い人種の存在を否定する研究のため、アマゾンの奥地に入った女性人類学者のグロリアたちが人食い人種の襲撃を受ける。

## キャスト
- グロリア・デイヴィス - ロレーヌ・ド・セル（英語版）
- マイク・ローガン - ジョン・モーゲン（英語版）
- ルディ・デイヴィス - ダニーロ・マッティ（イタリア語版）
- パット・ジョンソン - ゾーラ・ケロヴァ（英語版）
- ロス軍曹 - ヴェナンチーノ・ヴェナンチーニ（英語版）
- リッツォ中尉 - ロバート・カーマン（英語版）

## スタッフ
- 監督、原案、脚本 - ウンベルト・レンツィ
- 製作 - アントニオ・クレッセンツィ
- 撮影 - ジョヴァンニ・ベルガミーニ
- 編集 - エンツォ・メニコーニ（イタリア語版）
- 特殊効果 – ジノ・デ・ロッシ（イタリア語版）
- 音楽 - バディ・マグリオーネ（イタリア語版）

## 関連作品
- 食人族
- 食人帝国
- カニバル (1977年の映画)
- グリーン・インフェルノ